# 長松村
長松村（ながまつむら）は、かつて岐阜県不破郡にあった村である。
現在の大垣市長松町、新長松などに該当する。

## 歴史
- 1889年（明治22年）7月1日 - 町村制により長松村が発足。
- 1897年（明治30年）4月1日 - 綾戸村、十六村、島村と合併し、荒崎村が発足。同日長松村は廃止。